# Goran Prpić
Goran Prpić (Zagreb, 4. svibnja 1964.) bivši je jugoslavenski i hrvatski profesionalni tenisač i trenutačni izbornik hrvatske muške i ženske teniske reprezentacije.

## Profesionalna karijera
Profesionalnu je karijeru počeo 1984. godine. Najbolji je bio na prvom Croatia Open turniru u Umagu 1991. godine, svladavši u finalu Gorana Ivaniševića, a to mu je ujedno i jedini ATP naslov. Najbolji plasman na ATP ljestvici mu je 16. mjesto (29. srpnja 1991.) Karijeru je okončao s omjerom pobjeda i poraza 125/120.

## Nagrade i priznanja
Prpić je dobitnik Državne nagrade za šport "Franjo Bučar" za 1991. godinu.

## Vanjske poveznice
- Profil na stranici ATP Toura